# 서울 1945
《서울 1945》는 2006년 1월 7일부터 2006년 9월 10일까지 방송되었던 KBS 1TV 대하 시대극 드라마 작품이다.

## 개요
네 명의 청춘남녀를 중심으로 일제강점기에서부터를 필두로써 시작해서 8·15 을유 광복, 한반도 분단, 무자년 당시 남·북한 정부 수립, 그리고 한국 전쟁, 7·27 계사 정전협정까지의 역동적인 시대를 살아가는 사람들의 이야기를 다루고자는 취지로 기획하여, 상당부분 역사 속 근거와 주요 기록을 모티브로 하고, 등장인물들의 개인 및 가족사와 관련된 부분은 극적 요소만을 골라서 허구적으로 창작한 픽션이다.
'불멸의 이순신' 후속작으로 최종 확정된 본 드라마는, 당초 2005년 하반기 방영작으로 가닥을 잡았다가, 600여억원의 막대한 제작비와 투자·개발비(세트장 건립 비용 등)까지 만만치 않게 들어간 대작이기 때문에 추가 재원 확보 문제 등 제작이 늦어지는 관계로 편성 공백을 메우기 위해서 '칭기스칸'이라는 30부작 해외 제작 드라마를 우선 편성하여, 2006년 상반기 방영작으로 최종 확정하였다.
또한, 본 드라마가 당초 60부작으로 종영할 예정이었지만, 이후 드라마가 중반을 넘어선 시점에서 스토리 전개가 예상보다 더 늦어지는 관계로, 완성도 높은 대작 드라마를 만들기 위해서 11회 추가 연장(당초 계획 10회 연장)된 71부작으로 종영하였다.

### 중심 인물
다음 4명을 중심으로 이야기가 진행된다.
- 최운혁 : 절대 극빈층 광산의 젋은 노동자 출신으로 공산주의의 길을 걷는 인물
- 김해경(개희) : 친일파 자본가의 하인 집 딸이었다. 청소노동자로 일하던 호텔의 일본인 지배인의 도움말대로 영어를 공부하여 호텔 사무직 노동자가 되지만, 사랑하는 이를 돕는 과정에서 공산주의에 합류하는 인물
- 이동우 : 왕가의 후손으로 이승만을 따르며 자유주의의 삶을 사는 인물
- 문석경 : 친일파 자본가의 딸로 광복과 전쟁 등 고비마다 몰락과 회생을 거듭하는 인물

### 배경
일제 강점기에서 한국전쟁 말기까지를 배경으로 하였다. 한국전쟁이 발발하는 장면에서 시작하여 1934년 부근의 주인공들의 어린 시절로 이어지고, 다시 10여 년이 지난 광복 직전에서 한국전쟁 종반까지 진행된다. 장소는 함흥 덕산, 러시아 레닌그라드, 서울, 전쟁 중의 한반도를 그 배경으로 하였다.
드라마의 배경이 되는 시대 및 주요 사건은 다음과 같다.
| 시작 회차 | 주요 사건                     |
| --------- | ----------------------------- |
| 1         | 1950년 한국전쟁 발발          |
| 2         | 1934년 일제강점기 (어린 시절) |
| 7         | 광복 직전 (청년 시절)         |
| 21        | 1945년 8·15 해방 그리고 분단  |
| 49        | 1950년 한국전쟁               |
| 59        | 1950년 인천상륙작전           |
| 67        | 휴전 회담                     |
| 71        | 휴전 협정 그리고 휴전         |

### 줄거리

#### 일제 강점기
문정관(김영철 분)은 일제로부터 자작 칭호를 받은 친일파 갑부이다. 동생 문동기(홍요섭 분)를 끔찍하게 소중히 여기지만 동기는 형의 친일행위와 악질적 광산 운영을 용납하지 못하고 사회주의 사상을 바탕으로 항일운동에 투신한다. 정관과 어릴 적 친구였던 김판철(장항선 분)은 성인이 되어서는 정관의 함흥 별장을 관리하는 관리인의 처지가 된다. 판철의 딸 김개희(한은정 분, 훗날의 해경)도 정관의 딸이자 피아니스트인 문석경(소유진 분)의 시녀처럼 자라게 된다.
최운혁(류수영 분)은 누이 최금희(박신혜 분)의 헌신적인 뒷바라지 속에서 함흥 최고의 수재로 자라난다. 그러나 정관의 공장에서 금희가 자신을 구하려다 사고로 사망하자 복수를 위해 어린 석경을 납치하고, 석경은 그런 운혁을 사랑하게 된다. 어린 시절의 경험으로 사회부조리를 자각한 운혁은 동기 등의 지도 아래 사회주의자로 성장해나가고, 석경은 그런 운혁을 사모하여 레닌그라드까지 그를 쫓아간다. 하지만 정작 운혁은 석경의 시녀인 개희와 사랑하는 사이이다.
한편, 석경의 집안에서 머슴처럼 일하는 박창주(박상면 분)는 석경을 짝사랑하게 되지만 석경은 그를 안중에도 두지 않는다. 신분상승을 꿈꾸던 창주는 성장 후 경찰이 되어 오철형(이병욱 분)을 성불구자로 만드는 등 잔인한 고문을 앞세워 항일운동 탄압에 앞장선다. 이동우(김호진 분)는 정관의 광산을 노리는 이인평(최종원 분)의 아들이지만, 스스로를 조선 왕조의 후예로 여기며 아버지의 친일행적을 부끄러워한다. 동우는 석경에게 애틋한 마음을 품고 양가간에도 혼담이 오가지만, 석경은 동우를 그저 친밀한 오라버니 정도로만 여긴다. 동우는 미국으로 떠나 OSS 요원이 된다.

#### 해방 이후
동기는 민족반역자로 몰린 정관을 구하기 위해 동분서주하지만 정관은 이를 거부하고 자살을 택한다. 석경은 일본으로 떠나는 어머니 아메카오리(이보희 분)를 따라가지 않고 조선에 남아 재기를 꿈꾸며 서울로 향하지만 어려운 형편을 벗어나지 못하고 병을 앓게 된다. 자신을 찾아준 동우의 도움으로 위험을 면한 석경은 동우와 남녀관계로 발전해나가지만 자신의 야망을 위해 동우의 뜻을 저버리고 정치계에 접근한다. 피아노 실력을 이용해 이승만의 환심을 산 석경은 마침내 이승만의 양녀가 되어 재기에 성공한다.
미 군정에서 일하게 된 동우는 서울에서 석경과 운혁을 다시 만나게 된다. 그러나 아버지 인평은 몰락한 석경과 동우가 이어지는 것을 탐탁치 않게 생각하고, 동우 역시 자신의 바람과는 달리 오직 정치적 야망에만 불타는 석경에게 실망을 느낀다. 이념은 다를지언정 우정을 지키며 조국을 위해 함께 할 수 있으리라 믿었던 운혁마저도 좌우 대립이 격화되는 시국에서 예전처럼 친교하지 못한다. 여운형 사후 자신의 만류에도 불구하고 결국 운혁이 월북해버리자 동우는 운혁의 연인이었던 해경과 가까워진다. 인민재판을 피해 서울로 도피한 창주는 성주와 함께 밑바닥 생활을 전전하다가 장택상에게 발탁되어 경찰로 변신하는 데 성공하고 좌파 탄압과 백색테러를 주동한다. 이어서 한국군에 투신, 인민군과 정치범들을 처단하고, 그 공로로 국군 중령까지 오르게 된다.
해경은 해방 후 운혁과의 사랑을 키워나가지만 정치활동 포기와 결혼을 약속했던 운혁이 여운형의 피살 후 월북하면서 이별하게 된다. 이후 운혁의 벗으로 미국 군사고문단 국장인 동우의 구애를 받아들여 그와 약혼한다. 하지만 운혁에 대한 감정을 버리지 못하고 남한에 잠입한 운혁의 월북을 돕는다.
운혁은 서울대학교에 출강하며 좌익 활동을 벌이는 가운데 여운형에게 감화되어 조선인민당의 간부로 활약한다. 하지만 여운형 테러사건에 운혁이 연루되는 사건을 겪자 운혁의 정치 활동에 해경 어머니(고두심 분)가 혼사를 반대하는 모습을 보인다. 그러나 운혁은 해경을 위해 정치활동을 접을 것을 해경 어머니(고두심 분)에게 약속한다. 이를 바탕으로 여운형이 이끄는 근로인민당에 나와 해경과의 결혼을 준비하는 과정에서 이승만의 입지를 강화하려는 박창주의 사주에 의해 여운형이 암살당한다. 여운형 암살의 배후에 박창주를 비롯한 친일 세력들이 있다는 사실을 알게 된 운혁은 분노하게 되고, 이후 여운형 암살의 배후로 이승만을 지목하는 사설을 작성한다. 운혁의 사설이 문제화되어 체포될 위기에 처하자 동우는 운혁에게 사설의 철회를 권하는 한편, 주변 인맥을 총동원하여 운혁을 구명하고자 하나 주변에서는 도움을 주기를 거부하고 운혁 역시 사설 철회를 거부하고서 월북한다. 이후 운혁은 다시 남한에 잠입하여 남로당에 투신하여 활동하지만 위기에 빠지고, 궁지에 몰린 상황에서 해경과 재회하게 된다. 운혁을 외면할 수 없었던 해경의 도움을 받아 동우의 저지와 창주 중령의 추격을 따돌리고 월북에 성공한다. 해경은 이 일 때문에 체포되어 사형수가 된다.

#### 한국 전쟁
북한 지도부의 남침 의도가 가시화되자 운혁은 이를 강도높게 비판하고, 그런 운혁을 꾸짖은 동기 역시 북한 지도부에 남침 반대 의사를 표하지만 결국 북한 지도부는 남한 침공은 강행된다. 운혁은 자신 때문에 체포되어 사형을 선고받은 해경을 떠올리며 출전한다. 한국 전쟁이 발발하고, 사형 직전의 해경은 서울로 진격해들어온 운혁 일행에게 구사일생으로 구출된다.
철형과 함께 서울에 주둔하게 된 운혁은 가족들과 재회하고, 막내 여동생 송희(한민 분)를 제외한 가족들은 운혁의 귀환을 기뻐하며 인민군에 협력한다. 운혁은 철형의 강권으로 동우의 아버지 인평의 인민재판을 주관하지만 친구의 아버지인 인평을 구명해내고자 그의 독립운동 지원경력을 조작하여 사형 대신 강제노동형을 선고받도록 한다. 이후 전세가 역전되고 치악산 전투에서 한국군의 공세를 방어해내는 데 실패한 운혁은 철형과 함께 북으로 패주하다가 납북되던 이인평 일가와 재회한다.
북한군의 서울 함락 직후 서울 탈출에 실패한 동우는 적대적 관계이던 창주와 성주를 위기에서 구해주고 그들과 협력하여 북한군 점령지역을 탈출하는 데 성공한다. 이후 동우는 창주, 성주와 함께 국군으로 참전하고 전세가 역전됨에 따라 북진한다. 운혁과 철형이 이끄는 인민군과 조우한 동우는 운혁으로부터 자신의 가족을 인계받지만 창주가 철형을 도발하면서 양측은 교전하게 된다.
북한 인민군 치하에서 석경은 지주의 가족이자 이승만 정권의 하수인으로 인민군에게 처형될 위기에 처하지만 숙부인 동기의 도움으로 위기를 면하여, 결국 북한 인민군의 선전활동을 돕기로 하고 목숨을 부지한다. 하지만 서울이 한국군와 유엔 연합군에 의해 다시 수복되자 다시 북한군 부역자로 분류되어 투옥된다. 곤란한 상황에서 창주가 구세주처럼 나타나 석경을 도와주고, 석경은 깊은 감동을 받는다.
창주는 감옥에 있는 석경에게 청혼하지만, 창주를 집안 머슴으로만 여겨온 석경은 그를 거절하고 차라리 감옥에서 죽겠다고 선언한다. 이에 좌절한 창주는 만취하여 북으로 떠나지 않고 서울에 남았다가 인민군 부역자 죄목으로 끌려간 부모의 구명을 부탁하고자 자신을 방문한 송희를 겁탈한다. 이 사실을 안 운혁은 창주를 린치하지만 송희의 만류로 창주를 죽이지 않는다. 송희를 책임지는 것을 거부하면서도 지난 겁탈 행위에 일말의 죄책감을 느낀 창주는 송희에게 부모 중 한명을 살려주겠다고 제안하고, 아내를 살리고자 운혁의 아버지가 자살하면서 운혁의 어머니는 석방된다.

#### 휴전
운혁은 철형과 함께 스승인 동기를 모시고 남한 내에서 빨치산 투쟁을 전개한다. 그러나 운혁이 속한 빨치산 군세는 북한의 지령으로 동기가 살해되면서 자멸의 길로 접어들고, 창주가 지휘하는 토벌대에 의해 궤멸된다. 창주는 송희가 낳은 자신의 아들을 떠올리고는 운혁을 비롯한 포로들을 학살하지 않고 포로수용소로 보낸다. 고된 수용소 생활 끝에 운혁과 철형은 인민군 포로들을 이끌고 탈주에 성공한다. 탈주 포로들에 대한 추격전을 벌이다 치명상을 입은 창주는 마지막에 자신의 아들을 인정하며 절명한다.
동우는 휴전협정이 진행되고 있음을 알리며 운혁에게 투항을 권한다. 전쟁의 무상함과 참혹함을 떠올리며 괴로워하던 운혁은 동우를 노리던 아군의 총탄을 대신 맞는다. 탈주 포로들이 진압되는 가운데, 운혁은 동우에게 조국의 미래를 부탁하고는 정관의 광산에서 죽은 누이 금희를 회상하며 동우의 품 속에서 숨을 거둔다. 석경의 도움으로 남한을 탈출한 해경은 운혁의 사망 소식을 알지 못한 채 다시 만나자는 운혁의 마지막 약속을 믿고 그를 기다린다.

## 등장 인물

### 주요 인물
- 류수영 : 최운혁(미시타치) 역 (아역 : 김석)

모티브는 최대치+이강국. 사회주의자. 법학을 공부함. 뜨겁고 격정적이며 자신이 원하는 삶의 높이를 분명히 알고, 그 길을 향해 똑바로 달려가며 설정한 목표 앞에서는 주저함이 없다. 어린 시절부터 함흥 최고의 수재로 이름을 날려 평양고보에 수석으로 합격하지만, 광산에서 일하던 누이의 죽음(산재)으로 산산조각이 나고 만다. 최고의 여성인 석경의 사랑을 받지만, 어린 시절 위험을 무릅쓰고 물심양면으로 자신을 도왔던 개희와 불꽃같은 사랑에 빠진다.
- 한은정 : 김해경 역 (아역 : 고주연)

모티브는 윤여옥+김수임. 최운혁의 애인. 본명 개희. 억척스럽고 단순하다. 눈보라 몰아치는 함흥 호련천 천변가에서 문 자작의 함흥별장 집사인 아버지 김판철과 허드렛일을 돕는 어머니 정향금의 맏딸로 태어났다. 개희 역시 자작댁 아가씨인 석경을 시녀가 되어 모시게 된다. 호텔에서 세탁노동자로 일할 때, 지배인의 권유로 영어를 공부하여 영어와 일본어에 능통하다.
- 김호진 : 이동우 역 (아역 : 김수민)

모티브는 이태준. 이인평의 아들. 중도 우파, 로맨티스트. 몰락한 왕가의 일족으로 언젠가 독립이 되면 아들을 무주공산(無主空山)이 된 조선의 주인으로 만들겠다는 일념으로 살아가는 아버지 밑에서 늘 최고를 추구하며 살아간다. 사랑을 그 무엇보다 소중한 가치로 생각했던 순수하고 뜨거운 사람이며, 인생의 정점에서 사랑 때문에 모든 것을 잃고 추락한다. 어린 시절부터 정혼녀인 석경을 여동생처럼 아꼈고, 자라면 아내가 될 사람이라 소중하게 생각하지만, 그토록 자신과의 결혼을 거부하던 석경이 운혁을 사랑한다는 말에 충격을 받는다. 일제강점기 말에 미국에서 유학하였다. 유학할 때 만난 이승만 전 대통령의 측근. 한국 전쟁이 발발하자, 교도소에 수감된 남조선로동당원들이 경찰에게 집단 학살당하는 국가폭력에 반대할 정도로 사람을 소중하게 여기는 인물이다.
- 소유진 : 문석경(유케이) 역 (아역 : 박은빈)

모티브는 모윤숙. 문정관 자작의 무남독녀. 천황에게 자작 칭호와 함께 거대한 재산을 하사 받은 친일 정치가 문정관 자작을 아버지로, 조선인이지만 그 미모와 영민함으로 테라우치 총독의 양녀가 된 아메 카오리를 어머니 사이에서 태어난 복 많은 귀공녀다. 열한 살 나이에 당대의 스타였고, 절대다수 백성들이 먹고 사는 것에 급급해 문화가 무엇인지 알지 못 할 때 피아노를 배웠고 동경 콩쿨에서 대상을 수상하는 예술성을 보였다. 어린 시절 아버지 정관에 대한 복수심으로 자신을 납치한 운혁에게 묘한 감정을 느끼고, 제련공장을 이유로 정략적으로 동우와 혼인을 추진하는 아버지와 끊임없이 트러블을 일으킨다.
- 박상면 : 박창주 역 (아역 : 고규필)

모티브는 김창룡+김태석+백선엽. 한번 물면 놓지 않는 도사견 같은 인물로, 그의 손에 죽은 독립운동가나 공산주의자가 몇 명인지 셀 수가 없을 만큼 독한 사내다. 권력의 화신 같은 인물이지만, 사랑에는 투박한 순정이 있어 청년시절 보았던 석경에게 애정을 갖고 있다. 그래서 석경이 미군 장교가 드나드는 사교모임인 모던클럽을 개업하자, 경찰로 일하던 창주는 석경과 함께 일하는 여성들의 정치성향(사회민주주의 즉 중도좌파 정당인 근로인민당 당원인지 등의 여부), 범죄사실 등을 확인하는 신원조회를 해주었다. 한국전쟁 때 치악산에서 포로로 잡힌 최운혁한테 살해당한다.

### 김해경의 가족
- 장항선 : 김판철 역 - 김해경의 아버지. 문 자작의 함흥별장 집사, 문 자작과 어린 시절 친구
- 고두심 : 정향금 역 - 김해경의 어머니, 정봉두의 누나. 남편을 따라 함흥별장에서 허드렛일을 맡아 하며 글자를 모르는 까막눈이지만 도리가 바르고 생각이 깊은 인물. 문석경 일가와의 악연으로 남편과 자식들을 잃지만 마음으로 이를 용서할 줄 아는 따뜻한 어머니상.
- 김영신 : 김차희 역 (아역 : 이가영, 김영신) - 김해경의 첫째 동생. 문동기 탈출 사건에서 총격으로 사망한다.
- 권수현 : 김중희 역 (아역 : 박지연, 권수현) - 김해경의 둘째 동생. 문동기 탈출 사건에서 총격으로 사망한다.
- 조안 : 김연경 역 (아역 : 조수민) - 본명 말희. 김해경의 막내 동생. 민중들의 비참한 처지를 보면서 사회주의자가 됨. 여성민주동맹(여맹)에서 활동. 언니 해경이 교육열이 높은 덕분에 대학교에서 공부했다. 국군의 서울 수복 시 연희고지 전투에 간호병으로 자원했지만 박창주에 의해 사망한다.
- 윤승원 : 정봉두 역 - 해경의 오촌아저씨. 매부 김판철의 선산을 팔아먹고 중국으로 도망쳤다가 해방 후 서울로 돌아온다. 적산가옥을 편취하기 위해 서류를 조작하는 한편 최운혁 일가에게 이를 알선하기도 한다. 추후 이동우에게 부탁해 군수물자 납품 사업을 해 성공한다. 이념적으로는 반공 성향에 가까우나, 조카딸인 해경을 매우 아껴 해경의 부탁으로 최운혁의 월북을 돕기도 한다. 한국전쟁 발발 후 인민군 치하에서 이동우, 박창주 등과 함께 탈출한다. 의리가 있다.
- 이미영 : 차계옥 역 - 해경의 외숙모
- 신현탁 : 정돌이 역 - 정봉두의 아들
- 김선영 : 연천댁 역

### 최운혁의 가족
- 정한용 : 최은관 역 - 최운혁의 아버지. 평안도 출신 화전민으로 덕산 광산에서 구리를 캐내는 광산 노동자로 일한다. 다소 무능하지만 지혜롭고 덕이 있다. 해방 후에는 서울에 정착, 정봉두의 군납일을 도우며 다소 형편이 나아지지만 한국전쟁이 발발, 인민군 장교인 아들과 사위를 따라 부역에 참여한다. 서울 수복 후 부역자 색출에 의해 검거된 후, 아내와 아들, 사위를 살리기 위해 유치장에서 목을 맨다.
- 이덕희 : 조순이 역 - 최운혁의 어머니. 억척스럽고 생활력이 강한 함경도 여인이자 자식 일, 특히 아들을 위해서라면 못할 것이 없는 전형적인 한국 어머니상.
- 박신혜 : 최금희 역 (특별출연) - 최운혁의 누나. 제련공장 사고로 쇳덩이에 깔릴 위기에 처한 운혁을 밀어내고, 동생 대신 목숨을 잃음.
- 윤혜경 : 최은희 역 (아역 : 진지희, 경다빈) 어린 시절 경성제국대학교(지금의 서울대학교)에서 법학을 공부하는 대학생이었던 오빠 운혁과 오철형이 방학에 고향 함흥에 왔다. 함흥역에서 동생 송희와 오라버니를 마중나온 날, 최운혁으로 착각해 오라비의 친구 오철형의 품에 뛰어든 이후 평생 오철형만을 사랑하는 뚝심있는 함경도 여인.
- 한민 : 최송희 역 (아역 : 이예림) 가수. 어린시절 집을 떠난 오라비에 대한 원망, 함흥에서 제일가는 인재인 오라비에 애정이 기운 부모님의 편애에 대한 불만을 품고 반공 이념을 선택하는 인물. 어린시절부터 노래를 잘 했고, 가수가 되는 것이 꿈이라 해방 이후 서울에서 부모님 몰래 레코드사의 오디션을 본다. 문석경의 모던 클럽에서 일하며 유명한 가수가 되지만, 한국전쟁 도중 부역자 색출 과정에서 검거된 부모님을 구명하기 위해 집안의 원수인 박창주를 찾아갔다가 겁탈을 당해 비혼모가 되는 파란만장한 삶을 살아간다.

### 문석경의 가족
- 김영철 : 문정관 역 -
- 문석경의 아버지. 후미야마 야마토(文山大和). 자작이며 친일파. 덕산 구리광산의 노동자 출신이다. 그러나 영민한 머리와 뛰어난 처세술로 귀족 작위를 받고 거부가 되어 함흥의 주인으로 군림한다. 자신이 타고난 가난은 무능하고 형편없는 조국 조선때문이라고 생각하며 일본은 이를 딛고 일어날 기회를 준 은인이라고 여기므로 친일을 부정하지도, 변명하지도 않는다. 벼락 출세를 했을 뿐 출신은 미천하다는 것에 의한 열등감을 조선인에 대한 억압과 군림으로 극복하려는 성향이 있다. 은혜는 은혜대로, 원수는 원수대로 갚는 확실한 삶의 지표가 있다. 혈육인 딸과 아우에 대한 사랑이 매우 지극하다. 해방 후 할복 자살을 선택한다.
- 이보희 : 아메 카오리(최우향) 역 - 본명 최우향. 문정관의 아내, 문석경의 어머니. 데라우치 마사타케 조선 총독의 양녀. 본래 시녀였지만 총명함과 미모를 바탕으로 양녀가 되어 데라우치 가문의 여인이 된다. 그러나 적자가 아닌 양녀의 신분이며 조선인 하녀신분이었다는 열등의식 때문에 역시 가난뱅이 조선인 출신인 남편 문정관에게 깊은 정을 갖지 못하며, 시동생 문동기에게 매우 냉담하다. 매정하고 이기적인 성격으로 오직 자신의 딸 석경에게만 애정을 보인다. 자신이 뼛속까지 일본인이라 믿으며 해방 후 일본으로 떠나지만, 이후 한국전쟁 때 미군의 보호를 받으며 다시 한국에 온다.
- 홍요섭 : 문동기 역 - 문석경의 작은아버지. 혁명가. 일제 강점기 때부터 사회주의 투쟁에 몸바쳐 왔으며, 동북항일연군 소속으로 무장항일투쟁을 하던 중 해방을 맞아 소련군과 함께 함흥으로 돌아온다. 무산자 혁명에 대한 뜨거운 열정과 강력한 신념이 있지만, 대량학살을 전제하는 전쟁에는 반대하며 인간에 대한 깊은 애정을 지니고 있는 휴머니스트. 전쟁 도중 빨치산이 되고, 인민군 전사의 더 많은 희생을 막기 위해서 북으로 퇴각해야 한다고 주장하다가 휴전회담에서 유리한 위치를 점하기 위해 빨치산 투쟁을 독려하는 노동당의 결정에 의해 숙청당한다.
- 김경숙 : 윤정자 역 - 문정관 자작의 집사. 문석경에게 어머니이자 언니 같은 애정을 쏟음. 평생을 두고 문동기를 사랑한다.

### 이동우의 가족
- 최종원 : 이인평 역 - 모티브는 이창하. 이동우의 아버지. 삼만석 대지주로 이씨 일족의 거대한 부를 물려받음.
- 김세아 : 조영은 역 - 이인평의 계배(후처)이자 이동우의 계모, 이정우의 생모. 운혁의 어머니 조순이의 8촌 친척. 이인평의 후원으로 음악 공부를 하며 동우의 가정교사로 일했다. 후에 여학교의 음악교사로 일하며 이인평과 내연관계로 지내던 중 임신, 이동우의 도움으로 이인평의 후처가 된다. 함흥 호련천의 게딱지같은 집들 중에서도 제일 가난했던 집에서 남의 집 민며느리로 팔려갈 처지에 놓였던 시절의 고생을 잊지 못하고 신분상승의 욕망에 의해 이인평의 여자가 되기를 소원하는 야심가. 그러나 전쟁을 겪으며 이인평과 가족에 대한 소중함을 깨닫게 된다.
- 김지영 : 부안댁 역. 조영은이 이인평의 내연녀였을 때부터 조영은의 곁을 지킨 식모로 말이 많고 다소 주책스러우나 조영은과 이인평 일가에 대한 충성심이 매우 깊다. 일가붙이 하나 없는 조영은에게는 친정어머니같은 인물.
- 김경응 : 송 비서 역. 고아이자 거리의 부랑아였지만 이인평이 거두어 기르며 그의 심복이 되었다. 말수가 적고 우직하며, 이인평을 아버지처럼 따르는 인물. 조영은의 야심을 알아채고 경원시하기도 한다.
- 이창석 : 이정우 역 (아역 : 이도일) - 조영은의 아들. 늦둥이로 태어나 이인평과 이동우, 조영은의 사랑을 한 몸에 받고 자랐다. 그러나 전쟁 도중 납북되는 아버지를 따라가다가 병에 걸려 결국 사망한다.

### 박창주의 가족
- 손종범 : 박성주 역 - 모티브는 백인엽. 박창주의 육촌동생. 박창주의 직속 부관이자 수족 같은 인물. 일제강점기 순사 시절에는 순박하고 푸근하며 나릉 정겨운 면도 있었으나, 해방 공간을 거쳐 육군으로 복무하면서 성격이 변화한다. 한국전쟁 와서는 과거의 성격이 매우 사라진다. 일제시기 친일 경찰을 지냈던 경력 때문에 해방 후 인민위원회 재판에서 영구 시베리아 노동형을 선고받기도 하였다. 최운혁이 죽고난 이후 최송희가 낳은 조카를 생각해서, 최은희와 오철형을 죽이지 않고 살려준다.

### 공산주의진영
- 이병욱 : 오철형 역 (아역 : 윤두관) - 모티브는 오진우. 운혁의 친구이자 매제. 이인평 집안 소유인 학교의 소사로 일하며 가난한 어린시절을 보냈다. 문석경 납치사건으로 함흥을 떠나게 된 운혁과 함께 소사 일을 맡아 보면서 형제같은 사이가 된다. 노동자로 평범한 삶을 살았지만 어린 시절 스승인 문동기 탈출 사건에 연루되면서 인생이 뒤틀린다. 박창주의 총을 맞고 검거되어 갖은 고문을 당한 끝에 성불구자가 되면서 박창주에게 깊은 원한을 갖게 되고, 해방 후 함흥에서 치안대원으로 활동하며 골수 강경 공산주의자로 변신한다. 이후 조선공산당에서 활동하며 정판사 사건을 문동기와 함께 주도하기도 한다. 단기간에 진급한 끝에 대좌로 한국전쟁에 참전, 인민군 서울 입성 이후엔 서울 방어 사령관을 지내지만, 연희고지 사수 실패 후 빨치산이 되어 원주 치악산에 은거한다. 이 때 문동기 숙청 지령을 받게 되는데, 스승에 대한 애정과 총지휘관으로서의 책임 사이에서 갈등하다가 결국 문동기를 직접 처형한다. 포로가 된 후 탈출, 다시 잡혀 거제도로 이송되고 휴전 후 아내 은희를 버리고 북송을 선택한다.
- 이지훈 : 김기수 역 - 문동기의 후배이자 골수 공산주의자로 문동기와 동북항일연군 활동을 함께 한다. 사상 문제로 동경제대에서 퇴학당한 후 노조 획책 활동을 하던 중 문동기의 도움으로 덕산 구리광산에서 노무자로 은신하지만, 한 방을 쓰던 박창주의 고발로 신변이 위태로워지자 소련으로 탈출한다. 노무자로 은신하면서 만난 최운혁의 누이 최금희에게 연정을 느끼지만 최금희의 죽음으로 사랑을 이루지 못하고, 그 대신 최금희가 목숨을 바쳐 지켜낸 동생 최운혁을 친아우처럼 아끼고 사랑한다. 해방 후 함흥에서 탈주하던 박창주 손에 목숨을 잃는다.
- 신구 : 여운형 역. 조선인민공화국 부주석
- 하진경 : 여원구 역. 여운형의 딸
- 백승우 : 한지근 역. 여운형 암살범
- 이원발 : 이현상 역. 남로당 간부
- 신동일 : 이주하 역. 남로당 간부
- 한범희 : 김삼룡 역. 남로당 간부
- 김효원 : 박헌영 역. 남로당 당수
- 홍승모 : 김무정 역. 북한 군인
- 미상 : 김강 역. 김무정의 부관
- 김명국 : 주더 역. 중국 공산당 팔로군 사령관
- 미상 : 정명향 역. 북한 군인
- 미상 : 미하일 이바노피치 강 역. 한국계 소련인. 소련군 통역관
- 미상 : 이반 미하일로비치 치스차코프 역. 소련군정 청장
- 박철호 : 김일성 역. 조선로동당 최고위원장. 조선민주주의인민공화국 수상
- 송용태 : 알렉세이 이바노피치 헤가이(허가이) 역. 조선로동당 부위원장
- 박승규 : 리승엽 역. 남로당 간부
- 현석 : 허헌 역. 남로당 간부. 전 남로당 당수
- 김태형 : 임화 역. 남로당 간부
- 손호균 : 조일명 역. 남로당 간부
- 심우창 : 김책 역. 북한군 전선사령관
- 유승진 : 최용건 역. 북한군 사령관
- 송종원 : 강건 역. 북한 군인
- 박진성 : 이학구 역. 북한 군인
- 배도환 : 인민군 대좌 역
- 황덕재 : 인민군 소장 역
- 이두섭 : 남로당 당원 역
- 이두경 : 인민군 역
- 신교창 : 인민군 역
- 현원: 인민군장교역

### 민주주의진영
- 이참 : 이튼 역. 영국 군사고문단 중령
- 미상 : 존 리드 하지 역. 미군정 사령관
- 권성덕 : 이승만 역. 대한민국 1대 대통령
- 이영후 : 김구 역. 대한민국 임시정부 국무령
- 이대로 : 김규식 역. 좌우합작 운동가
- 박영록 : 신익희 역. 임시정부 민의원장
- 정흥채 : 김종오 역. 육군 대장
- 박칠용 : 송진우 역. 독립운동가
- 서상익 : 임병직 역. 외무부 장관
- 박용식 : 신성모 역. 국방부 장관
- 김동현 : 장택상 역. 수도경찰청장
- 김호영 : 조병옥 역. 미군정 경무국장
- 이새벽 : 김형륙 역. 대한민국의 경찰이지만 좌익 계열이라서 최운혁을 북으로 보내준다.
- 윤관용 : 노덕술 역. 친일파 출신 경찰
- 김진국 : 곽영주 역. 이승만 비서
- 이승찬 : 김두한 역. 대한민청 감찰부장
- 박정우 : 신현준 역. 대한민국 해병대 장교
- 김정학 : 최강욱 역 - 이동우의 친구이자 정치적 라이벌. 야심만만한 사내다. 미국 유학 중 이승만을 만나게 되고, 진주만 기습 공격 이후 역시 이동우와도 인연을 맺게 된다. 해방 후 이승만의 비서가 되어 최측근으로 곁에서 모신다. 이동우의 문벌과 재력을 시기하는 면이 있으며, 이를 간파한 문석경의 조롱에 분노해 전쟁 도중 문석경을 1급 부역 혐의로 몰락시킨다. 그러나 정치적 배경을 만들어주겠다는 문석경의 제의를 수락하며 문석경의 재기를 돕는다.
- 한다민 : 양호인 역 - 문석경의 모던클럽 출신. 후에 이동우의 비서로 일하다가 동우의 마누라가 된다
- 김용수 : 경찰 역
- 이종길 : 경찰 역
- 서미애 : 반공청년단 여성 역
- 이철민 : 정보원 역
- 이준우 : 이동우 부관 역
- 이종박 : 7사단 하사 역
- 김대환 : 서대문 교도소장 역
- 구중림 : 서대문 교도소 간수 1 역
- 양영준 : 판사 역
- 강민석 : 검사 역
- 최당석 : 통신사령부 하중위 역
- 나경민 : 소대장 1 역
- 장동직 : 소대장 2 역

### 일본 인물
- 윤주상 : 우가키 가즈시게 역. 조선 6대 총독
- 문회원 : 미나미 지로 역. 조선 7대 총독
- 임병기 : 아베 노부유키 역. 조선 마지막 총독
- 김경하 : 마사키 역. 일본 남작
- 정진각 : 카와베 류조 역. 일본 과장
- 박영지 : 코이치로 역. 조선 경무국장
- 강만희 : 타츠야 역. 헌병대장
- 장기용 : 엔도 류사쿠 역. 일본 정무총감
- 양형호 : 일본 남작 역
- 서영탁 : 일본 형사 역
- 정욱 : 일본인 반도호텔 직원

### 그 외 인물
- 박유승 : 천막봉 역 - 김기수와 같이 덕산광산의 노동자로 일하다가 총파업을 일으킨다.
- 성민 : 장우석 역 - 이동우와 최운혁의 경성제대 동기. 특히 이동우와는 형제같은 사이로, 요릿집을 크게 하는 할머니 슬하에서 귀하게 자랐다. 그러나 소학교 스승 문동기의 탈출 사건에 휘말리면서 재판을 받고 실형을 선고받는다. 이후 서대문형무소로 이송 도중 탈출을 감행하는 친구들 사이에서 얼떨결에 탈출하다가 박창주의 총에 사살된다.
- 이원종 : 대목 역
- 안병경 : 중추원 의원 역
- 이제신 : 김순덕 역
- 이원종 : 거간꾼 역
- 하서철 : 헌병 1 역
- 윤영목 : 부관 역
- 김호영 : 김성호 역
- 송석호 : 한만수 역
- 이제니 : 장선희 역
- 권이지 : 드레스 매장 주인 역
- 김신록 : 우 여연구 역
- 곽진경 : 좌 여원구 역
- 김현진
- 김현숙
- 민준현
- 임선택 : 심우섭 역
- 최윤준
- 강신조
- 강민석
- 허충호
- 에이팀

## 시청률
아래의 파란색 숫자는 '최저 시청률'이고, 빨간색 숫자는 '최고 시청률'입니다. 
| 2006년      | 2006년      | 2006년         |
| 회차        | 방송일      | AGB 시청률     |
| 회차        | 방송일      | 대한민국(전국) |
| ----------- | ----------- | -------------- |
| 제1회       | 1월 7일     | 11.6%          |
| 제2회       | 1월 8일     | 15.0%          |
| 제3회       | 1월 14일    | 10.5%          |
| 제4회       | 1월 15일    | 14.1%          |
| 제5회       | 1월 21일    | 11.9%          |
| 제6회       | 1월 22일    | 16.8%          |
| 제7회       | 1월 28일    | 9.7%           |
| 제8회       | 1월 29일    | 10.5%          |
| 제9회       | 2월 4일     | 11.6%          |
| 제10회      | 2월 5일     | 14.0%          |
| 제11회      | 2월 11일    | 13.2%          |
| 제12회      | 2월 12일    | 13.8%          |
| 제13회      | 2월 18일    | 12.0%          |
| 제14회      | 2월 19일    | 15.5%          |
| 제15회      | 2월 25일    | 11.7%          |
| 제16회      | 2월 26일    | 15.4%          |
| 제17회      | 3월 4일     | 11.5%          |
| 제18회      | 3월 5일     | 13.1%          |
| 제19회      | 3월 11일    | 11.6%          |
| 제20회      | 3월 12일    | 14.2%          |
| 제21회      | 3월 18일    | 12.6%          |
| 제22회      | 3월 19일    | 13.0%          |
| 제23회      | 3월 25일    | 12.4%          |
| 제24회      | 3월 26일    | 14.3%          |
| 제25회      | 4월 1일     | 10.8%          |
| 제26회      | 4월 2일     | 13.4%          |
| 제27회      | 4월 8일     | 10.8%          |
| 제28회      | 4월 9일     | 12.0%          |
| 제29회      | 4월 15일    | 8.7%           |
| 제30회      | 4월 16일    | 12.1%          |
| 제31회      | 4월 22일    | 10.3%          |
| 제32회      | 4월 23일    | 10.9%          |
| 제33회      | 4월 29일    | 10.0%          |
| 제34회      | 4월 30일    | 11.7%          |
| 제35회      | 5월 6일     | 9.0%           |
| 제36회      | 5월 7일     | 10.5%          |
| 제37회      | 5월 13일    | 10.8%          |
| 제38회      | 5월 14일    | 12.5%          |
| 제39회      | 5월 20일    | 11.3%          |
| 제40회      | 5월 21일    | 13.5%          |
| 제41회      | 5월 27일    | 11.1%          |
| 제42회      | 5월 28일    | 12.4%          |
| 제43회      | 6월 3일     | 11.4%          |
| 제44회      | 6월 4일     | 17.9%          |
| 제45회      | 6월 10일    | 15.8%          |
| 제46회      | 6월 18일    | 14.8%          |
| 제47회      | 6월 18일    | 13.1%          |
| 제48회      | 6월 24일    | 6.1%           |
| 제49회      | 6월 25일    | 14.8%          |
| 제50회      | 7월 1일     | 13.6%          |
| 제51회      | 7월 2일     | 11.5%          |
| 제52회      | 7월 8일     | 12.2%          |
| 제53회      | 7월 9일     | 14.8%          |
| 제54회      | 7월 15일    | 16.1%          |
| 제55회      | 7월 16일    | 14.5%          |
| 제56회      | 7월 22일    | 14.7%          |
| 제57회      | 7월 23일    | 15.1%          |
| 제58회      | 7월 29일    | 13.8%          |
| 제59회      | 7월 30일    | 16.7%          |
| 제60회      | 8월 5일     | 13.0%          |
| 제61회      | 8월 6일     | 16.5%          |
| 제62회      | 8월 12일    | 12.3%          |
| 제63회      | 8월 13일    | 14.0%          |
| 제64회      | 8월 19일    | 14.5%          |
| 제65회      | 8월 20일    | 16.0%          |
| 제66회      | 8월 26일    | 13.0%          |
| 제67회      | 8월 27일    | 14.9%          |
| 제68회      | 9월 2일     | 11.3%          |
| 제69회      | 9월 3일     | 15.0%          |
| 제70회      | 9월 9일     | 13.7%          |
| 제71회      | 9월 10일    | 15.9%          |
| 평균 시청률 | 평균 시청률 | 12.9%          |

## 결방 사유 및 2회 연속 방영
- 2006년 6월 11일 : 2006년 FIFA 월드컵 C조 예선 네덜란드 : 세르비아 몬테네그로 중계방송으로 인해 결방
- 2006년 6월 18일 : 46회 ~ 47회 연속 방송

## 수상 경력
- 2006년 KBS 연기대상 최우수연기상 - 류수영, 신구
- 2006년 KBS 연기대상 우수연기상 - 한다감
- 2006년 KBS 연기대상 남자 조연상 - 박상면
- 2006년 KBS 연기대상 청소년연기상 - 김석
- 2007년 제19회 한국방송프로듀서상 올해의 프로듀서상 - 윤창범[11]
- 2007년 제49회 백상예술대상 드라마 작품상
- 2007년 제34회 한국방송대상 방송예술 부문 대상

## 기타 이야기
- 주인공 캐릭터를 구상할 때 어느 정도 역사 속의 실존 인물에게서 조각조각 모티브를 얻었다고 밝힌 바 있으며, 극 중 네 명의 주요 인물인 김해경은 김수임을, 최운혁은 이강국을, 문석경은 모윤숙으로부터 모티브를 얻었으며, 가장 허구적인 상상력에 가까운 인물은 이동우다.[12]

### 설정 오류
- 1회 극 중에서 1950년 6월 25일 새벽 4시 5분 정향금이 민청단의 탄압으로 사회주의자인 김연경을 북으로 보내려는 장면이 등장하고, 49회 같은 장면에서는 민청단에서 청년단으로 대사가 수정되고 대한청년단에게 고문을 당하는 장면이 추가된다. 그러나 대한민주청년동맹(약칭 대한민청)은 1947년에 포고령 위반으로 해산되었고 대한청년단은 1948년 12월에 우익 통합단체로 1949년에 청년방위대라는 명칭인 민병대로 결성되었다.
- 46회 극 중 1950년 김일성이 박헌영의 빨치산 봉기를 긍정적으로 보는 것으로 묘사하지만 소련의 외교문서인 1949년 9월 14일 툰킨 소련공사의 보고전문에 의하면 김일성은 박헌영의 남로당 빨치산들로부터 원조를 기대할 수 없다고 판단하였다.[13]
- 광복 후 한국의 군정기를 다루는 장면에서는 소련군은 해방군으로 묘사하지만 1945년 12월 29일 소련군 중좌 페드로프가 소련군이 1945년 8월 이후 5개월간 38선 이북 조선에서 드러낸 행태에 대한 기록한 문건에 의하면 치스차코프 사령관은 38선 이북 조선에서 소련군이 한 약탈과 관련해 봉기가 일어난다면 “조선사람 절반을 교수형에 처하겠다.”는 극언을 서슴지 않았다고 한다. 또 258 소총사단장 드미트리예프 대좌는 “조선사람은 35년간 노예로 있었다. 좀 더 노예로 있게 하자”고 기록하고 있다. 북한대학원대학교 신종대 교수는 “소련군 역시 미군과 사실상 마찬가지로 북한에 대한 사전 지식 없이 진주했고 진주 후에도 현지 사정에 무관심했다.”며 “이는 북한 진주 초기 소련군의 비행과 풍기문란이 심각했음을 잘 보여주는 문건”이라고 말했다.[14]
- 자유시 참변으로 조선 독립운동 세력이 와해한 부분은 배제되고 중국공산당의 독립운동 단체인 동북항일연군이 항일무장독립운동 단체의 중심으로 묘사된다. 그리고 1945년에도 활동하는 것으로 묘사되지만, 동북항일연군은 1940년경 소멸하였다.[15]
- 1945년 8월 15일 일왕의 옥음방송을 알리는 동아일보 전단 장면이 등장하지만, 동아일보는 1940년에 강제폐간되었다.
- 18회 극 중 박헌영이 1945년 블라디보스토크에서 활동하는 것으로 묘사하지만, 박헌영은 1941년 조선총독부의 검거를 피해 전남 광주 벽돌공장에서 은신하던 중 8·15 광복을 맞았다. 한편 극 중 23회 여운형과 재회장면에서는 전남 광주 벽돌공장에서 은둔하였다는 대사를 한다.
- 1회와 49회에서 김일성, 박헌영을 비롯한 수뇌부들의 남침 회의실에서 민족보위상 최용건도 참석하는 것으로 묘사하지만, 최용건은 전쟁 결정 과정에서 배제되어 있다가 1950년 9월 인민군이 방어총사령부를 설치할 무렵에 등장하였고, 한국 전쟁에도 소극적으로 활동했다.[16]

## 평가 및 반향
- 시청률은 시청자들의 호평 속에 줄곧 10%대를 유지했다.[17][18][19]
- 해방전후사에 대해 공식적 역사와는 다른 시각을 제시함과 동시에, 주변 인물 및 사건사를 통해 공식적 역사에서 기록되지 못한 이들의 기억을 복원함으로써 드라마를 통해서도 대안적 역사 쓰기가 가능함을 보여주었다는 평가를 받았다.[20] 하지만 후반부에 최송희가 박창주에게 강간을 당하는 자극적인 장면이 방송을 타면서 ‘전파 낭비’라는 일부의 혹평을 듣기도 하였다.[21]
- 또한 한 극우단체로부터 역사 왜곡이라고 규탄을 받았으며, 이승만과 장택상의 각각 자녀로부터 ‘고인의 명예 훼손’을 이유로 제작진에 대한 민사 소송이 있었다.[22] 이에 2007년 6월에 열린 1심 재판에서, 사실보다 허구가 큰 비중을 차지하고 있고, 이승만 등이 여운형의 암살지시를 내렸다는 내용이 명확하게 드러나지 않았음을 들어 원고 패소를 판결하였고, 같은해 9월에 2심 항소가 기각되었다. 대법원은 2010년 4월 원심을 확정했다.[23][24]
- 드라마를 둘러싼 논란은 해방 전후의 역사[25], 방송 매체의 역할과 책임[26], 예술 표현의 자유의 범위[27] 등을 되돌아보는 계기가 되기도 하였다.

## 참고 사항
- 공동 작가 정성희는 2003년 1월 막을 내린 《당신 옆이 좋아》 이후 3년 만에 KBS 드라마 집필을 맡았다.
- "단수집필자에 의해 쓰여진 순수 창작물 위주"라는 한국방송작가상 규정[28]으로 인해 2006년 12월 열린 제 19회 한국방송작가상 드라마 부문 최종 후보에서 탈락했다.
- MBC 《여명의 눈동자》의 인물설정과 시대배경이 흡사하다는 지적[29]을 받았다.
- 당초 《불멸의 이순신》 차기작으로 제작예산을 미리 책정받아 사전제작하여 방영 예정이었고 주연으로 송일국, 채림 등이 유력하였으나 제작비 재원 확보 문제에 기인하여, 편성이 당분간 보류되었다.[30] 이에 2001년 KBS 2TV에서 방영된 《명성황후》를 재방송할 예정이었지만 시청자들의 반발과 내부적인 사정으로 편성이 취소되고 100부작이었던 《불멸의 이순신》을 4부 늘린 104부작으로 끝냈으며, 이후 후속으로 《칭기즈칸》이 대체 편성된 바 있었다.[2]

## 같이 보기
| - 여명의 눈동자 - 민족문제연구소 - 한국전쟁 - 친일파 - 건국동맹 - 건국준비위원회 - 좌우합작운동 | - 한민당 - 레닌그라드 포위전 - 태평양전쟁 - 조선인민당 - 근로인민당 - 조선공산당 - 남조선로동당 - 이강국 | - 김수임 - 모윤숙 - 여운형 - 박헌영 - 이승만 - 김일성 |